# Мавровски чинар
Мавровският чинар (на гръцки: Πλάτανος της Παναγίας Μαυριώτισσας) е вековно дърво, природна забележителност в град Костур, Гърция.
Чинарът се намира в двора на манастира „Света Богородица Мавровска“, на източния бряг на костурския полуостров Горица. Створът е запазен на височина от 6 – 7 m. Към 2000 година е на приблизително 900 години.
На 9 март 2000 година, поради историческото значение на дървото, министерството на културата го поставя под защита.